# ألفونسو كيسادا
ألفونسو كيسادا (بالإسبانية: Alfonso Quesada Ramírez)‏ هو مدرب كرة قدم ولاعب كرة قدم كوستاريكي في مركز حراسة المرمى، ولد في 15 مارس 1988 في ألاخويلا في كوستاريكا. شارك مع منتخب كوستاريكا تحت 20 سنة لكرة القدم. أما مع النوادي، فقد لعب مع نادي جامعة كوستاريكا ‏.

## وصلات خارجية
- ألفونسو كيسادا على موقع الاتحاد الدولي (مؤرشف)  (الإنجليزية)
- ألفونسو كيسادا على موقع قاعدة بيانات كرة القدم.إي يو (الإنجليزية)
- ألفونسو كيسادا على موقع Soccerway.com (الإنجليزية)